# Oleksandr Jacenko
Oleksandr Ivanovyč Jacenko (in ucraino Олександр Іванович Яценко?; Kiev, 24 febbraio 1985) è un ex calciatore ucraino, di ruolo difensore.

## Carriera

### Club
Ha giocato nella prima divisione ucraina.

### Nazionale
Ha partecipato ai Mondiali Under-20 del 2005. Nel 2006 è stato finalista perdente degli Europei Under-21.
Ha esordito in nazionale in una partita amichevole contro il Giappone il 12 ottobre 2005. Viene convocato per il campionato del mondo 2006 in sostituzione dell'infortunato Serhij Fedorov ma non scenderà mai in campo.

## Palmarès

### Club

#### Competizioni nazionali
- Campionato ucraino: 2

Dinamo Kiev: 2002-2003, 2003-2004
- Coppa d'Ucraina: 1

Dinamo Kiev: 2002-2003
- Supercoppa d'Ucraina: 1

Dinamo Kiev: 2004